# Борнейска наземна кукувица
Борнейските наземни кукувици (Carpococcyx radiceus), наричани също зеленоклюни кукувици, са вид средноголеми птици от семейство Кукувицови (Cuculidae).
Разпространени са в екваториалните гори на остров Борнео. В миналото са разглеждани като подвид на Carpococcyx viridis.